# Николай (Грох)

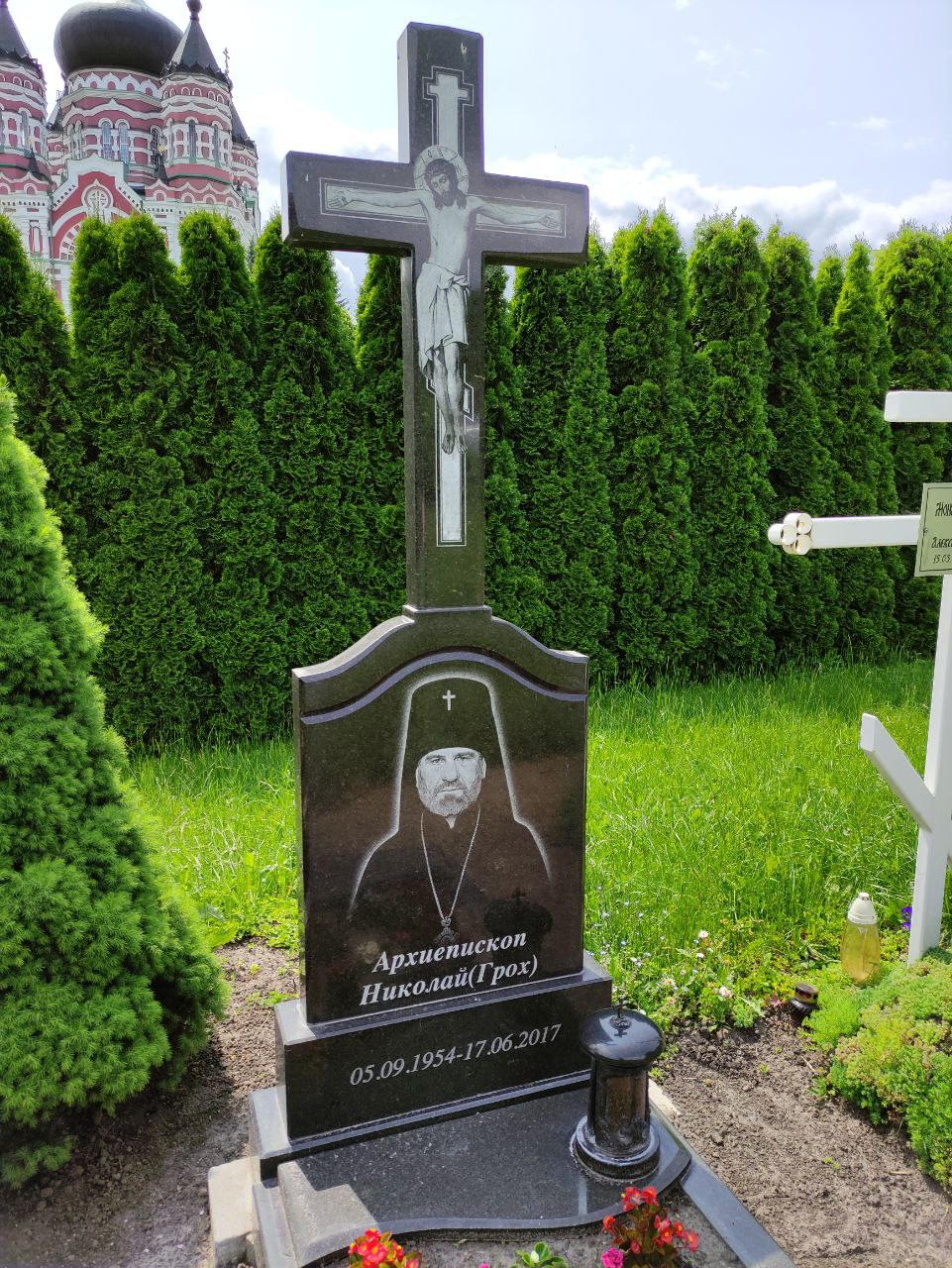
Могила архиепископа Николая (Грох)

Архиепископ Николай (в миру Иван Михайлович Грох; 5 сентября 1954, село Галич, Подгаецкий район, Тернопольская область — 17 июня 2017, Киев) — епископ Украинской православной церкви, архиепископ Белогородский, викарий Киевской епархии.

## Биография
Родился 5 сентября 1954 года в селе Галич Подгаецкого района Тернопольской области в семье крестьянина.
В 1971 году закончил Подгаецкую среднюю школу, до 1973 года работал на хлебокомбинате. В 1973—1975 годах служил в армии.
В 1976 году поступил в Ленинградскую духовную семинарию и закончил полный курс обучения в 1979 году.
Был женат.
В марте 1979 года был рукоположён в сан диакона, а в апреле — священника.
25 июня 1979 года направлен на служение в Успенский храм города Подгайцы.
14 сентября 1979 года назначен настоятелем Никольского храма в село Алексинцы Борщевского района Тернопольской области.
17 марта 1986 года — настоятелем храма Рождества Пресвятой Богородицы в селе Рыбники Бережанского района той же области.
С 1988 года служил в Никольском храме в селе Мечищев и Покровском храме в селе Котов Бережанского района Тернопольской области.
В 1990 году уклонился в новосозданную «Украинскую автокефальную православную церковь».
После развода, 11 мая 1990 года пострижен в монашество главой УАПЦ Иоанном (Боднарчуком).
19 мая 1990 года хиротонисан во епископа Луцкого и Волынского в УАПЦ.
25 июня 1992 года подал телеграмму в Архиерейский Собор Украинской Православной Церкви, в которой заявил о своём выходе из юрисдикции УАПЦ.
Решением Священного Синода от 14 июля 1992 года по принятии в лоно Украинской православной церкви, пострижении в монашество и по возведении в сан архимандрита назначен епископом Ковельским, викарием Волынской епархии.
16 июля 1992 года хиротонисан во епископа Ковельского, викария Волынской епархии.
С 29 июля 1992 года — епископ Ивано-Франковский и Коломыйский.
В 1999 году закончил заочно Киевскую духовную академию и в том же году возведён в сан архиепископа.
На заседании Священного Синода Украинской Церкви 18 октября 2007 года архиепископ Николай был освобождён от управления Ивано-Франковской епархией и назначен на новое Белогородское викариатство Киевской епархии с местом пребывания в Свято-Пантелеимоновском женском монастыре в Киеве (Феофания).

## Смерть
Умер 17 июня 2017 года после тяжелой продолжительной болезни в Киеве в Свято-Пантелиймоновском женском монастыре (Феофании). Заупокойная Литургия состоялась 18 июня в Свято-Пантелиймоновском женском монастыре, где он и был похоронен.

## Награды
- 2000 — орден «Рождество Христово — 2000» I степени (УПЦ)
- 2004 — Орден святого равноапостольного князя Владимира II степени